# Volkswagen Golf Plus
No debe confundirse con Volkswagen Sportsvan/Suran, un monovolumen basado en el Volkswagen Fox, que no tiene nada que ver con el Golf Plus.
El Volkswagen Golf Plus y CrossGolf es un monovolumen del segmento C producido por el fabricante alemán Volkswagen desde el año 2005. Posee motor delantero transversal, tracción delantera y carrocería de cinco puertas. Entre sus rivales se encuentran el Citroën C4 Picasso, el Ford C-Max, el Renault Scénic y el Toyota Corolla Verso. En 2014 el modelo pasa a denominarse Volkswagen Golf Sportsvan.

## Volkswagen Golf Plus (2005-2014)
El Golf Plus utiliza la misma de plataforma de los turismos del Grupo Volkswagen contemporáneos: el Audi A3 II, el SEAT León II, el Škoda Octavia II y el Volkswagen Golf V, así como la del SEAT Altea, el SEAT Toledo y el Volkswagen Touran, que son monovolúmenes. El Golf Plus es más bajo y corto que el Touran, y sólo se ofrece con cinco plazas, mientras que el Touran puede conseguirse con siete. A pesar de llamarse igual que el Golf, ambos modelos comparten muy pocos elementos visuales.
El Golf Plus recibió una reestilización en 2008, siguiendo la estética del Volkswagen Golf VI.

### Motorizaciones
Los motores del Golf Plus son todos de cuatro cilindros en línea. Los gasolina son un 1.4 litros atmosférico de 75, 80 o 90 CV, un 1.6 litros atmosférico de 102 o 116 CV, un 1.4 litros con turbocompresor de 122 CV o con turbocompresor y compresor volumétrico de 140 CV, y un 2.0 litros atmosférico de 150 CV. Los Diésel son un 1.9 litros de 90 o 105 CV y un 2.0 litros de 140 CV, todos ellos con turbocompresor e inyección directa con alimentación por inyector-bomba.
El Golf Plus se ofrece con caja de cambios manual de cinco o seis marchas, y una automática de seis marchas, y una automática de doble embrague y seis o siete marchas.

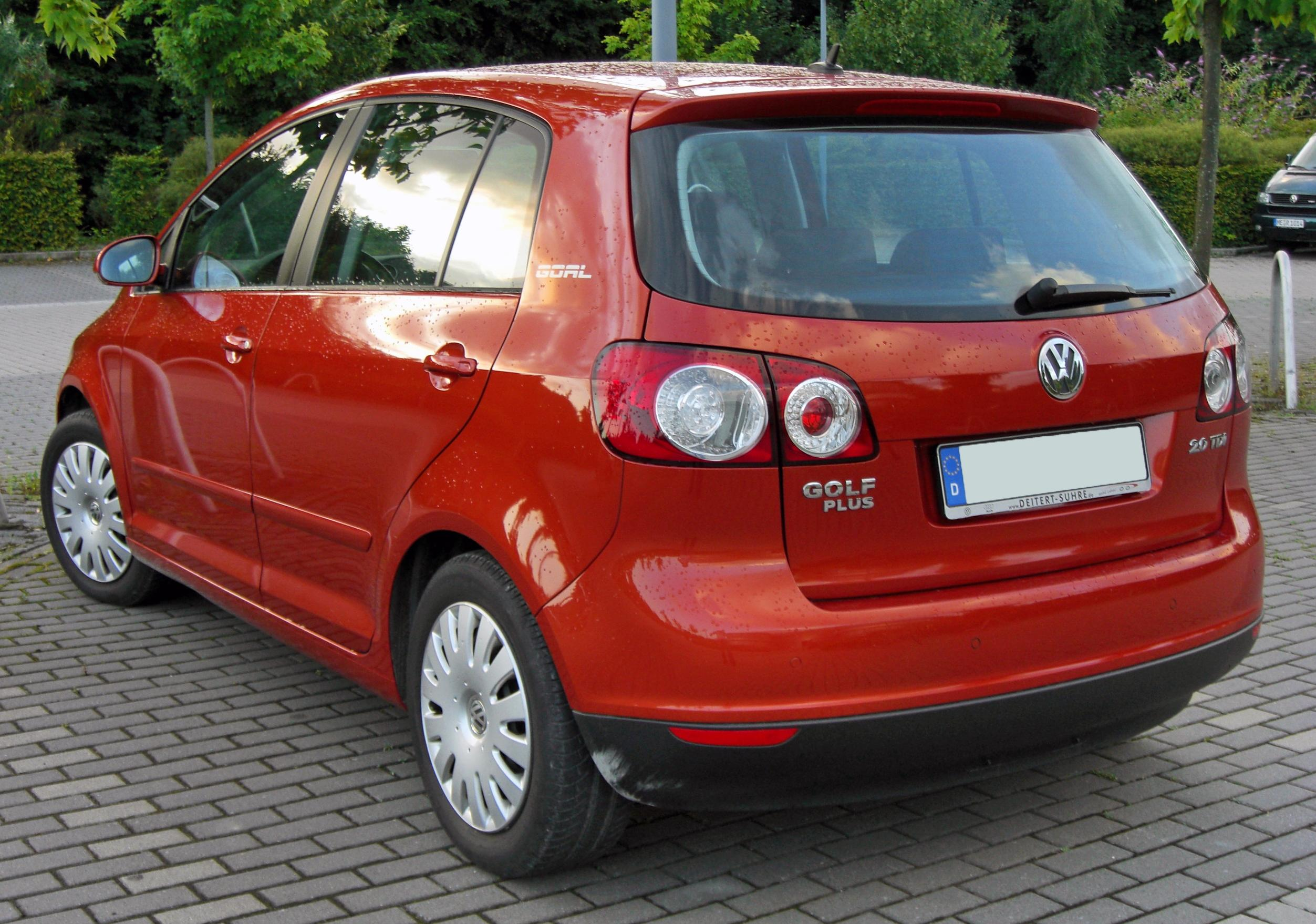
Golf Plus, vista trasera (2005-2008)
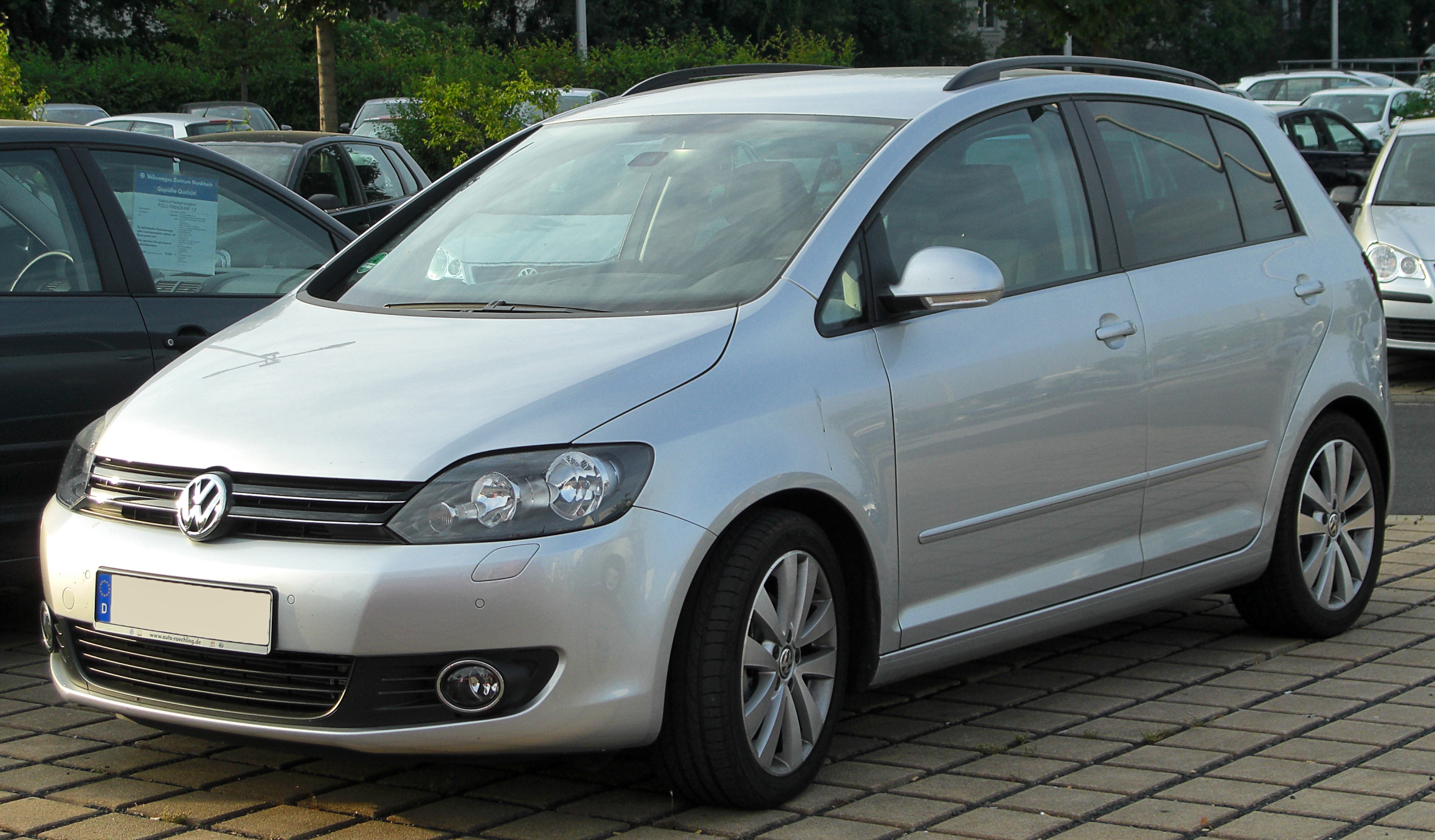
Golf Plus rediseñado (2008-2014)
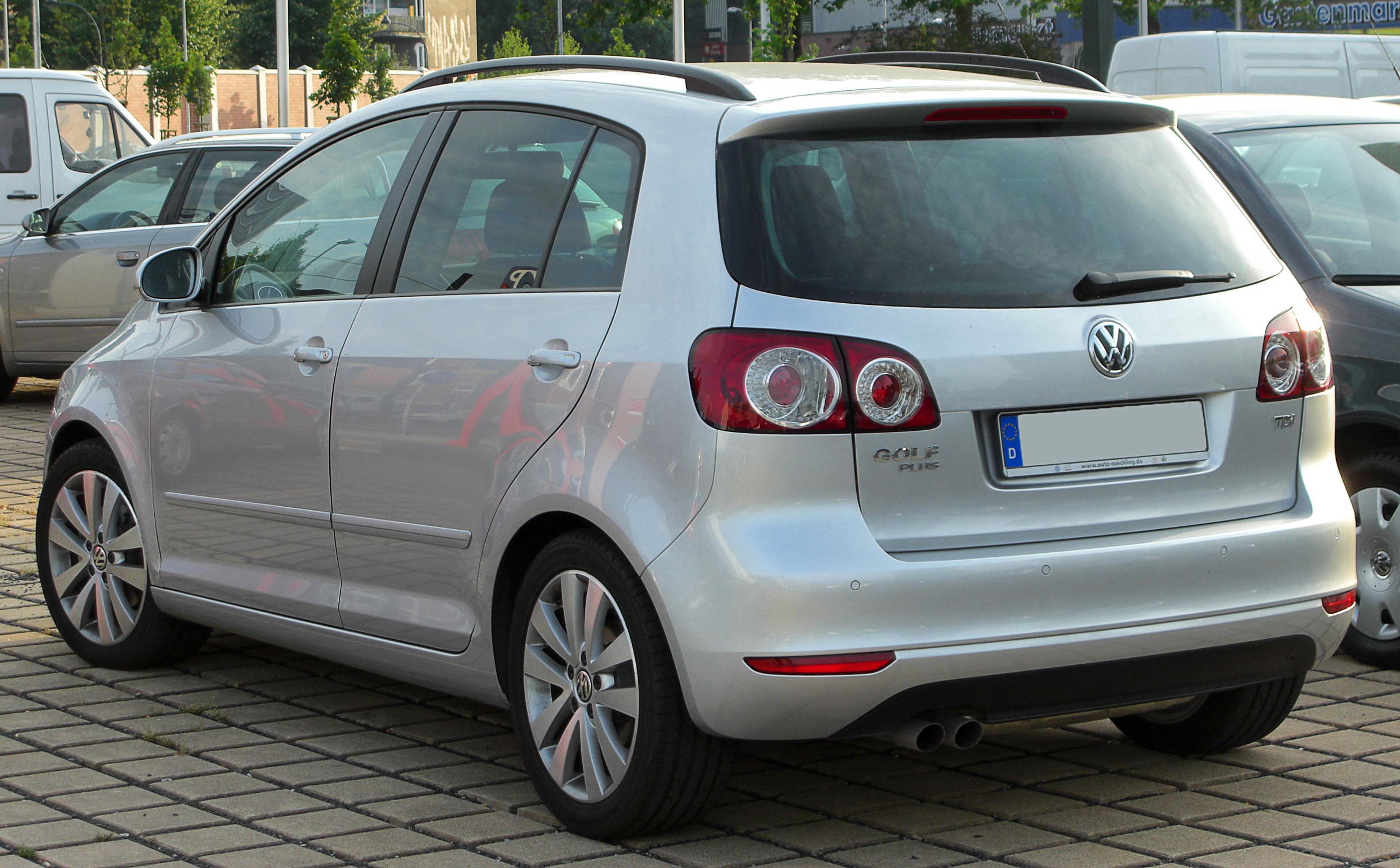
Golf Plus rediseñado, vista trasera (2008-2014)
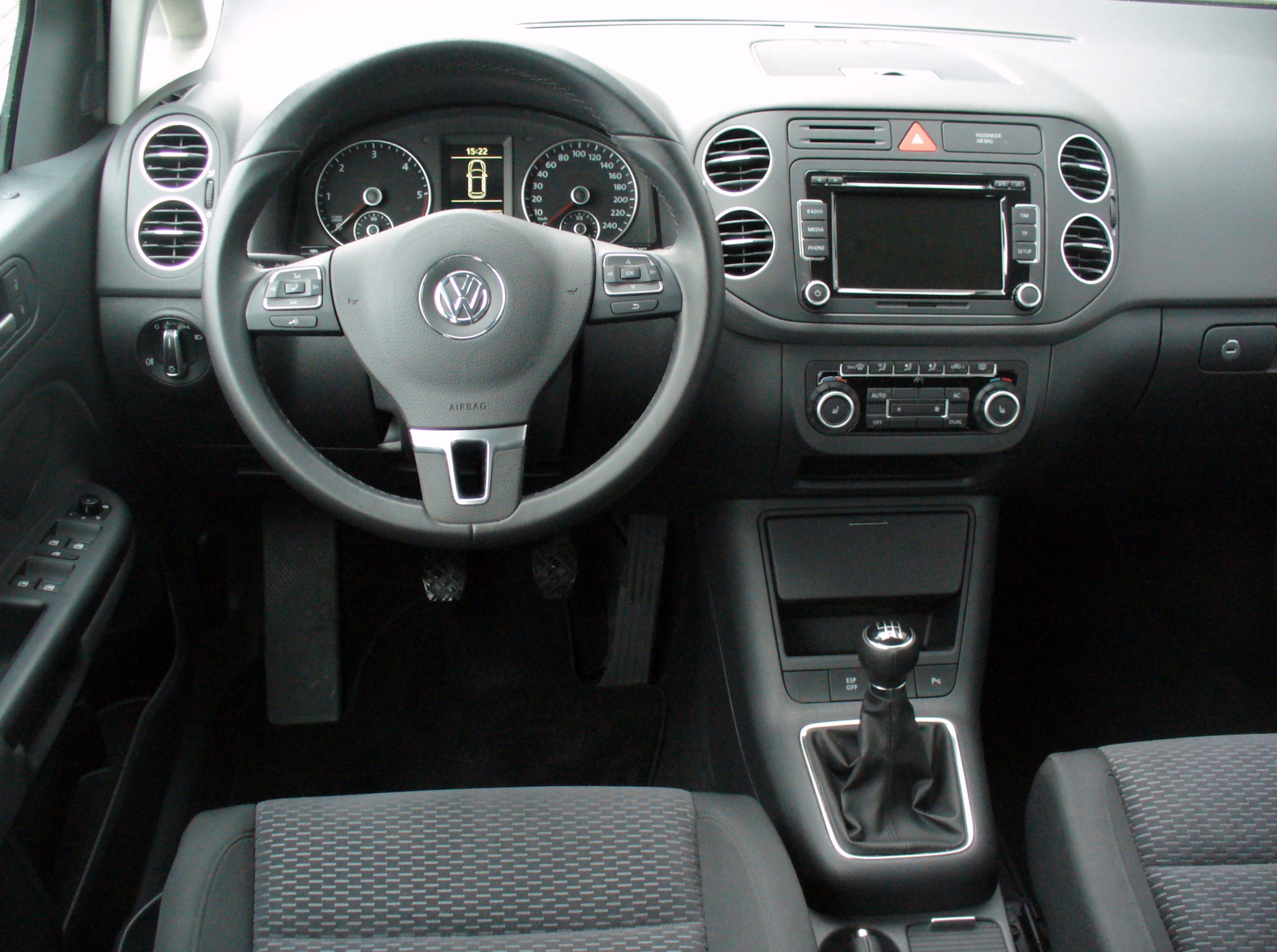
Interior

### VW Cross Golf
El CrossGolf es una variante con accesorios decorativos similares a los de un automóvil todoterreno. A diferencia del CrossGolf, el Volkswagen Tiguan (también construido sobre la misma plataforma) sí se ofrece con tracción a las cuatro ruedas; ambos modelos tienen interiores muy similares, el modelo en 2010 recibe un facelift al igual que la versión Plus.

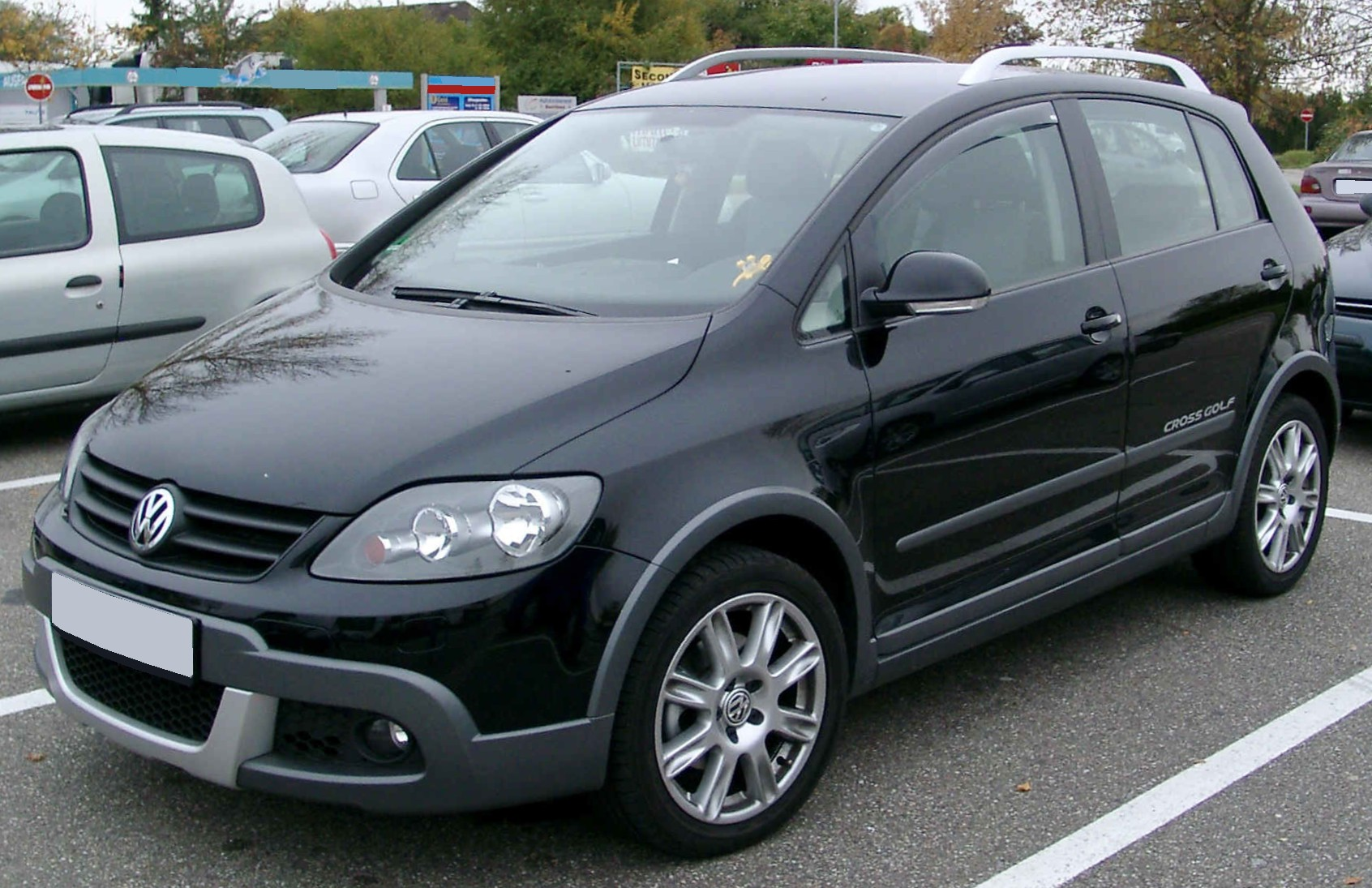
CrossGolf vista trasera (2005-2010)
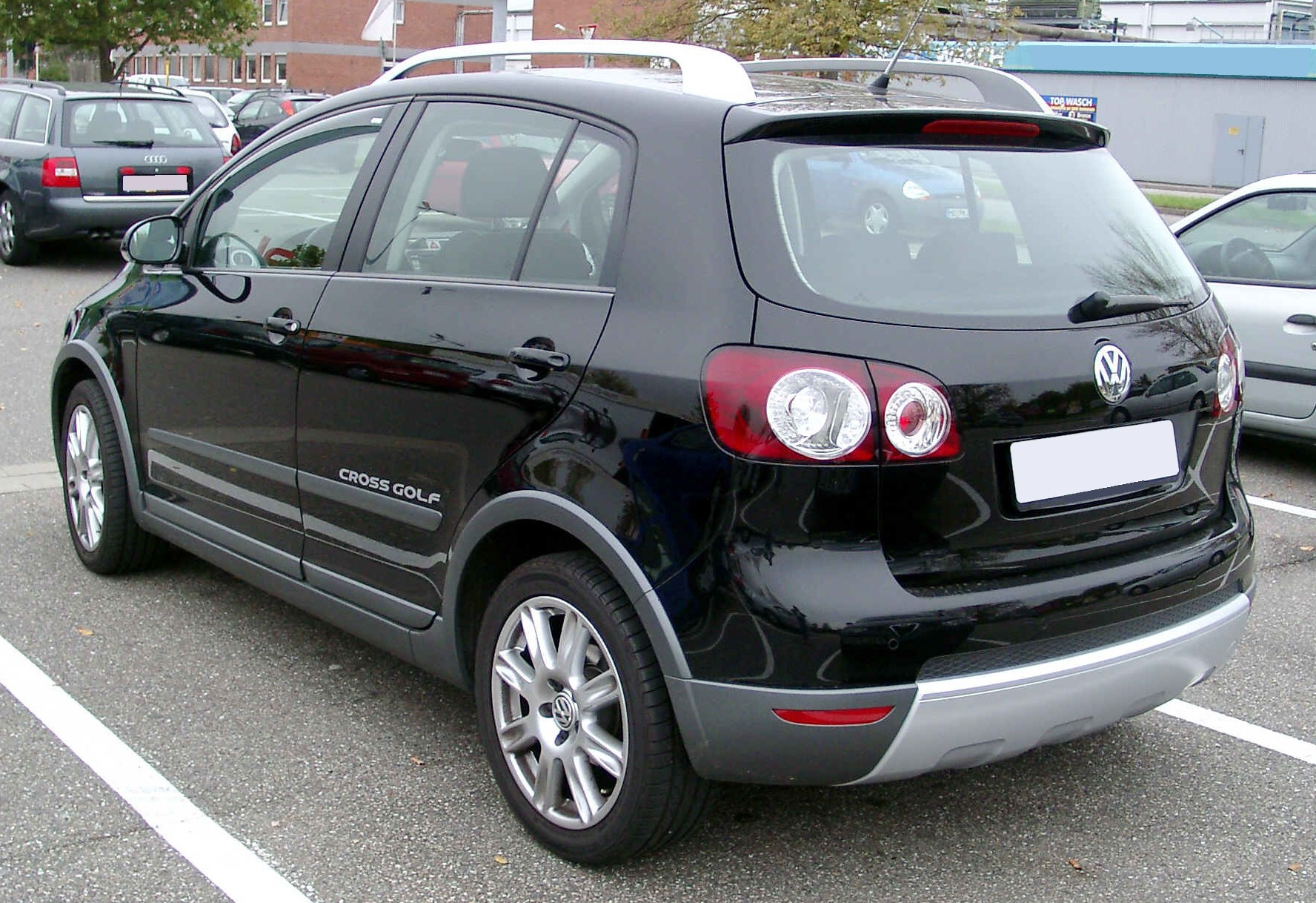
CrossGolf vista trasera (2005-2010)
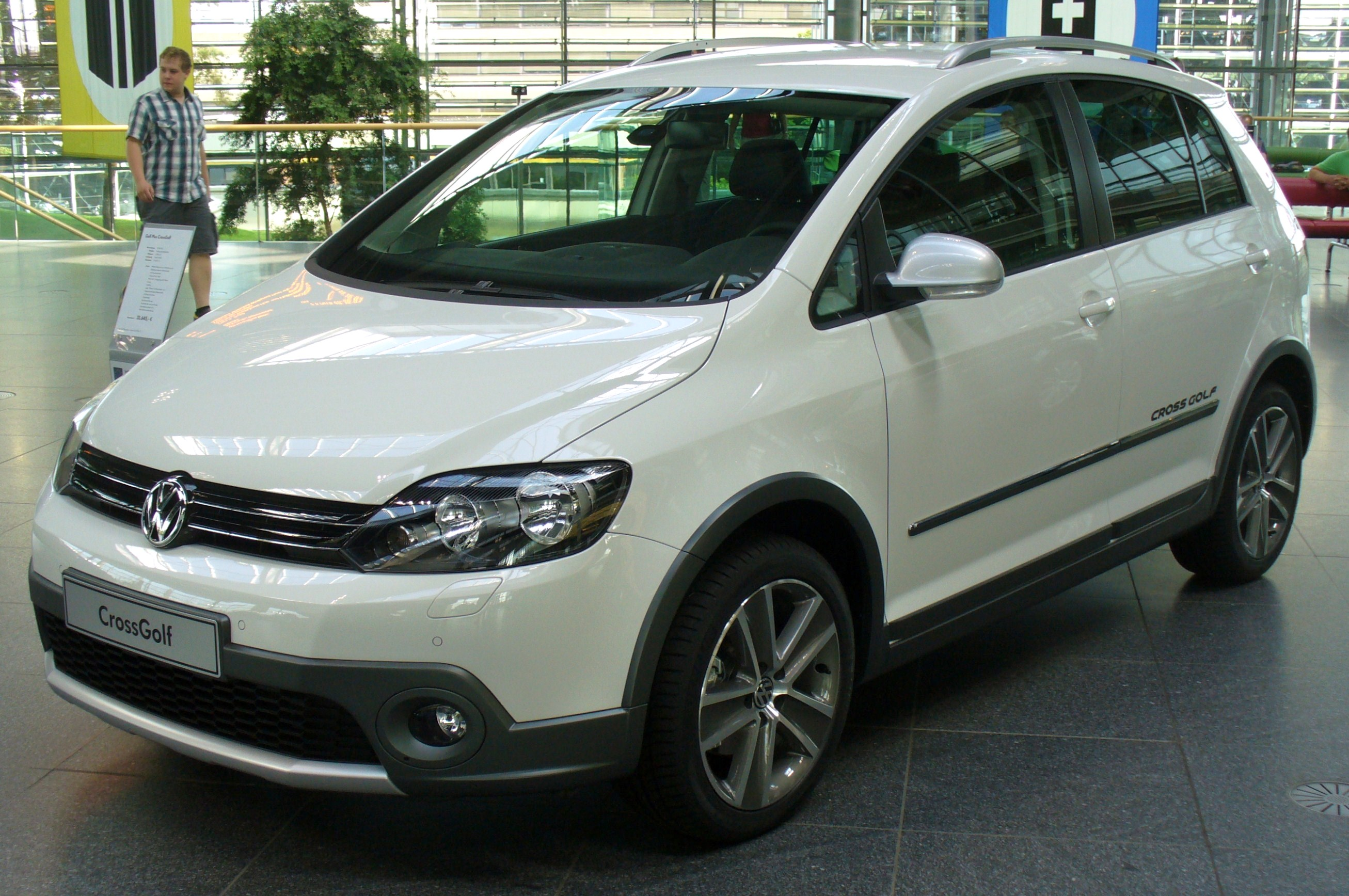
CrossGolf rediseñado (2010-2014)
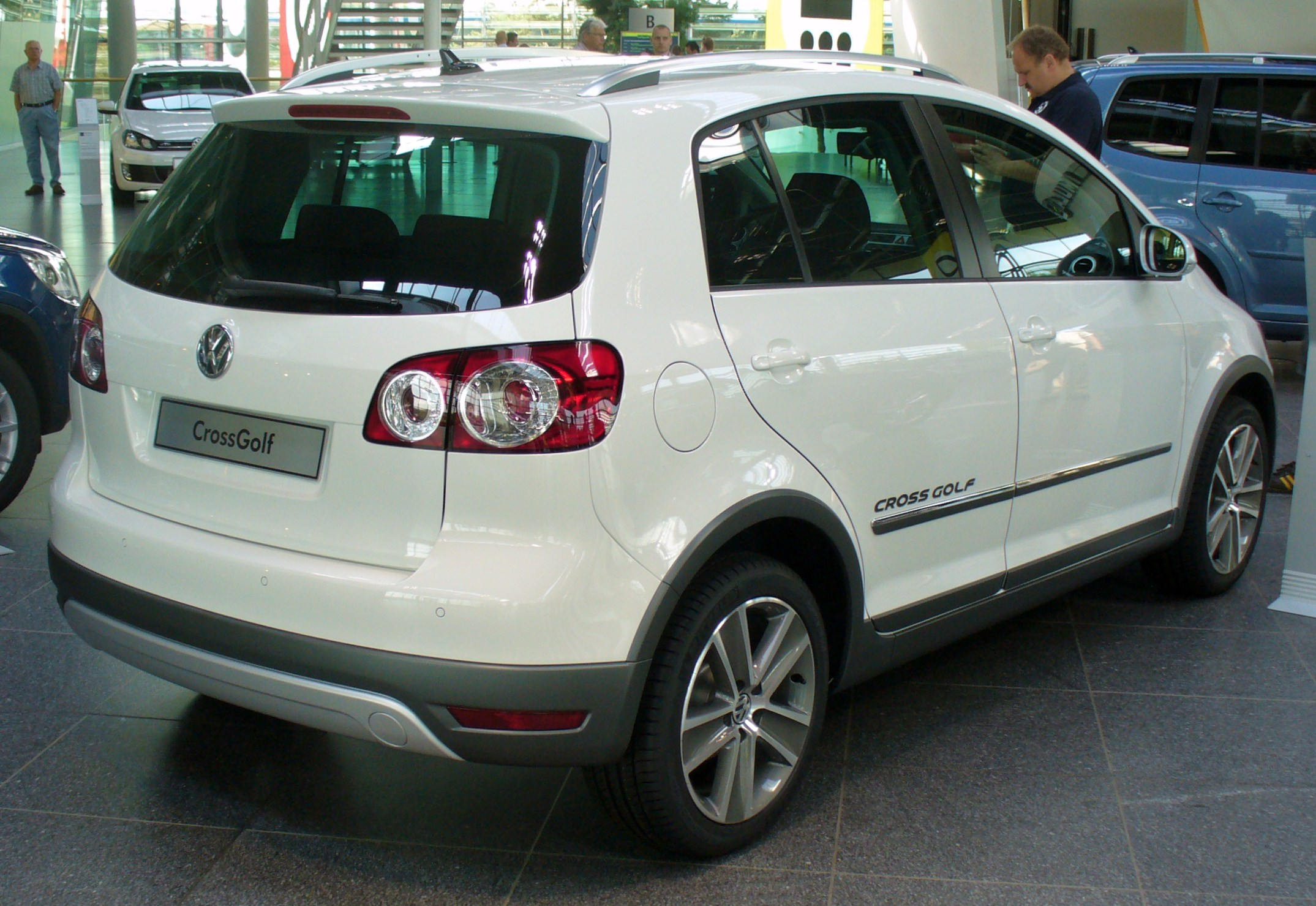
CrossGolf rediseñado, vista trasera (2010-2014)

## Volkswagen Golf Sportsvan (2014-presente)
El día lunes 30 de junio de 2014 se crea una nueva generación pero el modelo cambia de denominación y pasa a llamarse Volkswagen Golf Sportsvan y deriva de la séptima generación del Golf con lo cual lleva la plataforma MQB.

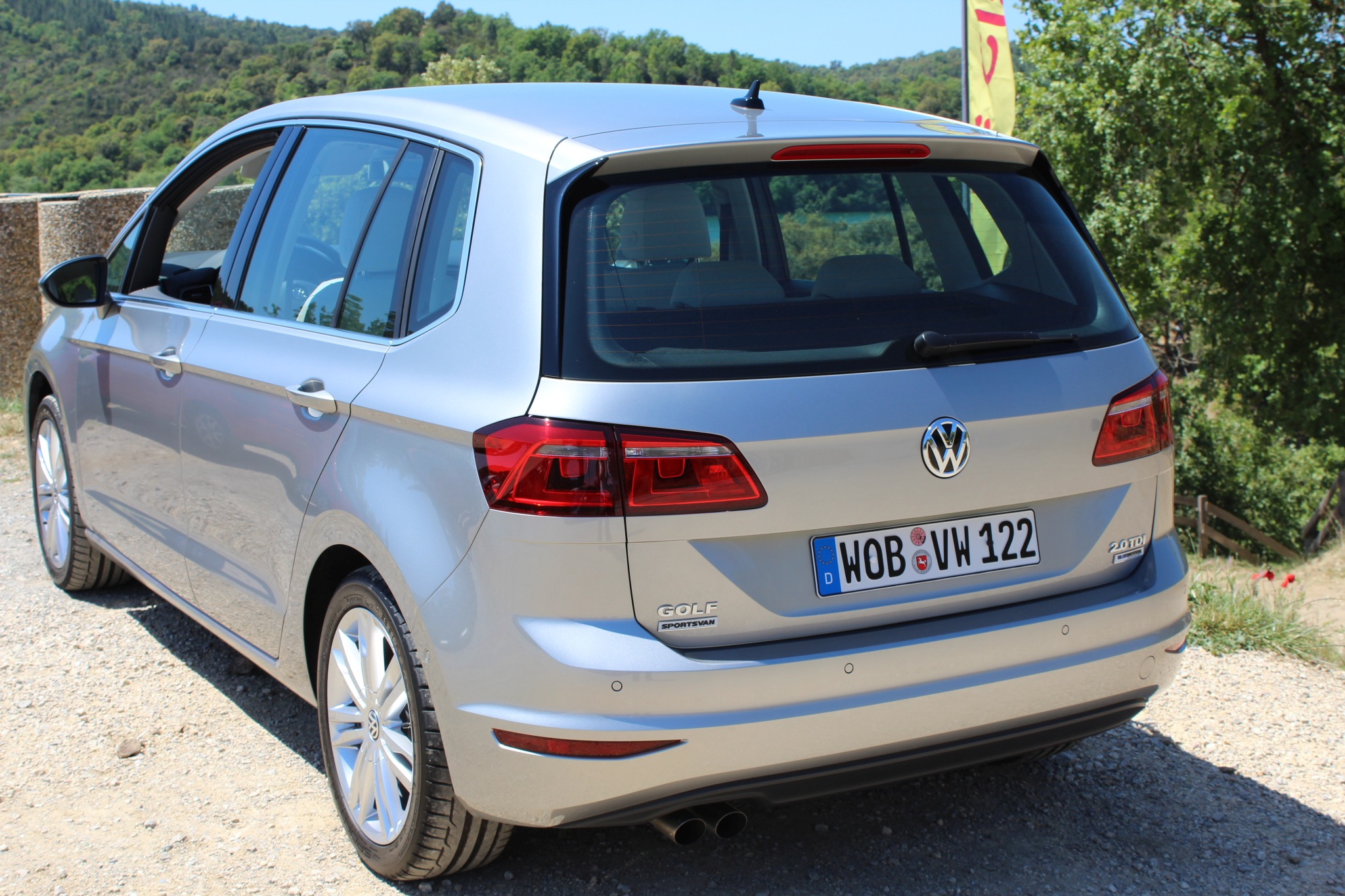
Golf Sportsvan vista trasera
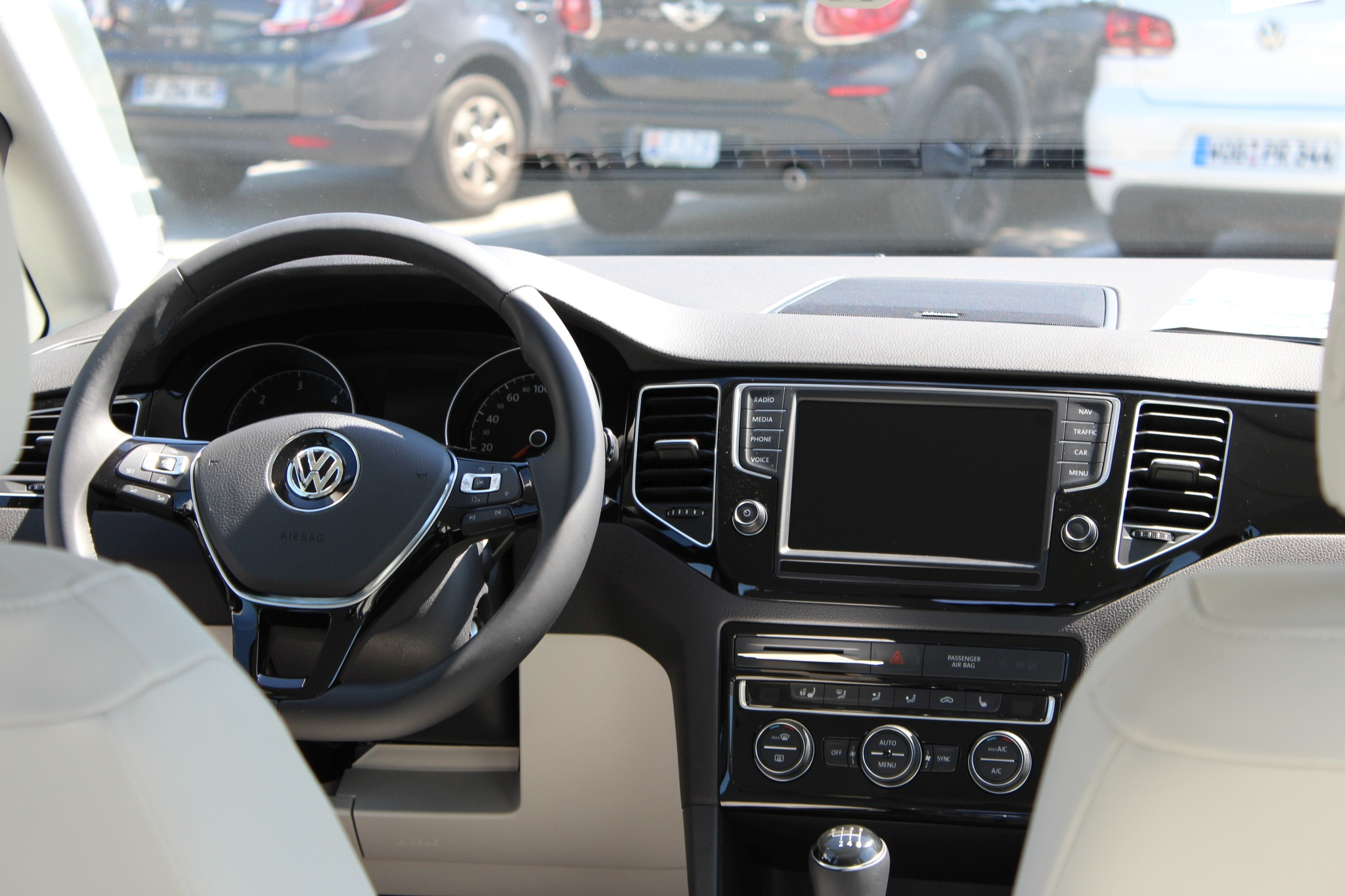
Golf Sportsvan interior